# Валарин
Ва́ларин (кв. Valarin) — один из вымышленных языков, разработанных Дж. Р. Р. Толкином. В легендариуме представляет собой наречие Валар и Майар.
Является самым древним языком Арды. Оказал определённое влияние на квенья и кхуздул, а через последний — на адунайский.

## Внешняя история
Согласно ранней концепции развития языков Арды, валарин являлся предшественником древнего эльфийского языка. Позже эта идея была отвергнута автором, как и само существование валарина. Однако впоследствии валарин вновь появился в легендариуме.

## Фонетическая структура
В валарине существуют около 7 гласных (хотя на самом деле гласных звуков намного больше), множество согласных-спирантов, 3 сибилянта и два назальных звука, а также 2 полугласные.

## Письменность
Изобретателем письменности для валарина считается Румил. Как говорил Румил, слова, а особенно имена в валарине были очень длинны — не менее 8 слогов:

…Голоса Валар сильны и суровы, а также быстры и неуловимы, многие звуки нам трудно повторить. Их слова обычно длинны и стремительны, как сверканье клинков, как вихрь из листьев, подхваченных сильным ветром, или камнепад в горах.
Особенностью валарина являлось то, что все имена известных Валар заканчивались на звук -z: Тулукастаз — Тулкас, Улубоз — Ульмо, Манавэнуз — Манвэ и т.д.